# 芝力人
芝 力人（しば りきと、1995年10月15日 - ）は、日本のプロボクサー。大阪府枚方市出身。真正ボクシングジム所属。
以前はRK蒲田ボクシングファミリーに所属していた。

## 人物
ボクシングは中学3年生から始めた。
南京都高校（現・京都廣学館高校）卒業後、近畿大学に入学。なお近畿大学時代、ボクシング部主将を務めた。

## 来歴
2018年5月20日のプロデビュー戦は6回判定勝利。
そして2019年9月13日に後楽園ホールで川畑嗣穂と日本ユース・ライトフライ級王座決定戦を行い、8回3-0（77-74x3）判定勝ちを収めて日本ユース王座獲得に成功。
2019年12月15日、刈谷市あいおいホールで日本ライトフライ級1位の矢吹正道と日本ライトフライ級王座挑戦者決定戦を行い、4回1分53秒TKO負けを喫した。
2020年9月18日、日本ユース王座を返上した。
2021年4月16日付けで、真正ボクシングジムに移籍した
2021年6月6日、あましんアルカイックホール・オクトで渡邉秀行と対戦し、7回1分17秒TKO勝ちを収めた。
2021年9月11日、後楽園ホールで日本ライトフライ級王座決定戦として岩田翔吉と対戦する予定であったが、岩田が10日の計量後の新型コロナウイルスのPCR検査で陽性判定を受けたため直前で中止となった。
2021年11月6日、後楽園ホールで延期となっていた岩田翔吉との日本ライトフライ級王座決定戦を行い、9回37秒TKO負けを喫し、王座獲得に失敗した。
2022年12月4日、エディオンアリーナ大阪第1競技場で日本ライトフライ級1位の冨田大樹と日本ライトフライ級王座決定戦を行い、10回1-0(96―94、95―95×2)のドロー判定で王座獲得に失敗した。

## 獲得タイトル
- 2018年B級トーナメントフライ級 優勝
- 日本ライトフライ級ユース王座（防衛0=返上）

## 戦績
- アマチュアボクシング：51戦 38勝 13敗
- プロボクシング：9戦 6勝 (3KO) 2敗 1分

| 戦           | 日付           | 勝敗 | 時間    | 内容    | 対戦相手                     | 国籍 | 備考                                           |
| ------------ | -------------- | ---- | ------- | ------- | ---------------------------- | ---- | ---------------------------------------------- |
| 1            | 2018年5月20日  | ☆    | 6R      | 判定3-0 | 稲嶺光紀（ワタナベ）         | 日本 | プロデビュー戦                                 |
| 2            | 2018年9月4日   | ☆    | 5R 2:24 | TKO     | 田中康寛（輪島功一スポーツ） | 日本 | 2018年B級トーナメントフライ級決勝              |
| 3            | 2019年4月11日  | ☆    | 2R 0:53 | TKO     | 佐宗緋月（T&T）              | 日本 | 日本ライトフライ級ユース王座トーナメント準決勝 |
| 4            | 2019年9月13日  | ☆    | 8R      | 判定3-0 | 川畑嗣穂（ワタナベ）         | 日本 | 日本ライトフライ級ユース王座決定戦             |
| 5            | 2019年12月15日 | ★    | 4R 1:53 | TKO     | 矢吹正道（緑）               | 日本 | 日本ライトフライ級王座挑戦者決定戦             |
| 6            | 2021年6月6日   | ☆    | 7R 1:17 | TKO     | 渡邉秀行（DANGAN郡山）       | 日本 |                                                |
| 7            | 2021年11月6日  | ★    | 9R 0:37 | TKO     | 岩田翔吉（帝拳）             | 日本 | 日本ライトフライ級王座決定戦                   |
| 8            | 2022年3月19日  | ☆    | 8R      | 判定3-0 | 川畑嗣穂（ワタナベ）         | 日本 |                                                |
| 9            | 2022年12月4日  | △    | 10R     | 判定1-0 | 冨田大樹（ミツキ）           | 日本 | 日本ライトフライ級王座決定戦                   |
| テンプレート |                |      |         |         |                              |      |                                                |